# Hochschule für Wirtschaft Freiburg
Die Hochschule für Wirtschaft Freiburg (HSW-FR), französisch: Haute école de gestion Fribourg (HEG-FR), englisch: School of Management Fribourg, ist eine öffentliche Hochschule der Wirtschaftswissenschaften auf dem Campus Pérolles in Freiburg (Fribourg) in der Schweiz, die 1991 gegründet wurde und zur Fachhochschule Westschweiz (HES-SO) gehört. Die Hochschule orientiert sich mit ihren rund 850 Studierenden – auf Stufe Bachelor, Master und Weiterbildung – mit Erfolg an den Bedürfnissen der nationalen und internationalen Praxis. Internationale Kompetenzen zu vermitteln und unternehmerisches Denken und Handeln zu fördern, sind in der Vision und Strategie der HSW-FR verankert. Im August 2024 erlangte die Hochschule für Wirtschaft Freiburg die Erstakkreditierung von AACSB International (Association to Advance Collegiate Schools of Business).

## Institute
Die Hochschule bietet Vollzeit- sowie Teilzeit-Studiengänge an, welche zu Bachelor- oder Master-Abschlüssen führen. Sie ist in je vier Institute und Kompetenzzentren gegliedert: Das Institut für Unternehmertum und Kleine und mittlere Unternehmen, das Institut für Finanzen und das Institut für soziale und öffentliche Innovation.

## Forschungsprojekte
Die Hochschule ist an verschiedenen nationalen und internationalen Forschungsprojekten beteiligt wie bspw. dem Global Entrepreneurship Monitor und bietet Firmen, öffentlichen Institutionen sowie Berufsverbänden verschiedene Dienstleistungen an. Mitarbeiter der Hochschule präsentieren ihre Forschungsergebnisse regelmässig an renommierten internationalen Kongressen wie bspw. der Jahrestreffen der Academy of Management oder der Academy of International Business und publizieren diese in wissenschaftlichen Zeitschriften sowie Lehrbüchern.

## Sprachen und Partnerschaften
Die Hochschule verfolgt einen dreisprachigen Ansatz (Französisch, Deutsch und Englisch) in der Lehre wie auch Forschung und unterhält enge Partnerschaften mit anderen Universitäten weltweit, wie u. a.
- Swinburne University of Technology[8]
- Worcester Polytechnic Institute (WPI)
- Université de Lorraine
- Universität Montpellier
- Grenoble École de Management
- EGADE, Business School Monterrey
- Universität Montreal
- Université du Québec
- University of Vermont
- Universität Trier.[9]

Das Institut für Finanzen sowie das Institut für Unternehmertum und KMU engagieren sich zudem gemeinsam in der Forschung, Lehre und Beratung auf dem Gebiet der Finanztechnologie (Fintech) und sind hierzu eine Kooperation mit dem Fintech Circle in London eingegangen.

## Kurse
Die Hochschule bietet die folgenden Kurse auf Bachelor- und Master-Level an:
- Bachelor of Science HES-SO in Betriebsökonomie
- Master of Science HES-SO in Business Administration, Major in Entrepreneurship (Innovation and Growth)

Die HSW Freiburg bietet Weiterbildungsprogramme für Führungskräfte in Unternehmen und der öffentlichen Verwaltung an. Diese Programme sind entweder allgemein gehalten oder ermöglichen den Teilnehmenden, sich auf ein bestimmtes Gebiet zu spezialisieren. Die Lehrgänge werden generell in Zusammenarbeit mit anderen in der Schweiz anerkannten Hochschulen oder Fachverbänden veranstaltet. Die Dozierenden verfügen über umfassende Berufserfahrung und sind in der Erwachsenenbildung geschult.
- EMBA Executive Master in Business Administration HES-SO, Integrated Management[13].

Aktuell werden folgenden Weiterbildungen, welche zu einem Diploma of Advanced Studies (DAS) oder  Certificate of Advanced Studies (CAS) führen, angeboten:
- DAS – Communication Management
- CAS – Business Management
- CAS – Compensation and Benefits Management
- CAS – HR-Fachfrau/HR-Fachmann
- CAS – Projektmanagement
- CAS – Public Management
- CAS – Social Entrepreneurship
- CAS – Supply Chain
- CAS – Strategisch texten